# 20 bästa (album av Elisabeth Andreassen)
20 bästa utkom 1997 och är ett samlingsalbum med den norska sångerskan Elisabeth Andreassen.

## Låtlista
1. "Morning Train" (Florrie Palmer)
2. "La det swinge" (Rolf Løvland), med Bobbysocks
3. "Together Again" (Buck Owens)
4. "Sommarreggae" ("Sunshine Reggae") (Hasse Olsson/John Guldberg/Tim Stahl)
5. "Waiting for the Morning" (Jon Terje Rovedal/Jan Egil Thoreby/Lars Kilevold/Eivind Rølles), med Bobbysocks
6. "Gå nu" (George Keller/Philip Kruse/Ingela Forsman)
7. "Håll mig hårt" (Torgny Söderberg), duett med Jan Andreasson
8. "Om jag lyssnar" (Guido de Angelis/Maurizio de Angelis/Monica Forsberg)
9. "Take Me Away" (Lasse Holm)
10. "Stjärnhimmel" (Göran Fritzson/Per Gessle)
11. "Lipstick on Your Collar" (George Goehring/Edna Lewis)
12. "Killen ner' på Konsum svär att han är Elvis" ("There's a Guy Works Down the Chip Shop Swears He's Elvis") (Kirsty MacColl/Philip Rambow/Hasse Olsson)
13. "Då lyser en sol" (Lasse Holm)
14. "Dreamer" (Lasse Holm)
15. "När jag behövde dig mest" ("Just When I Needed You Most") (Randy VanWarmer/Ingela Forsman)
16. "Se på mej jag flyger" (Hasse Olsson/Bert Östlund)
17. "I'm a Woman" (John Ballard/Torgny Söderberg)
18. "In my Dreams" (Mats Rådberg), duett med Mats Rådberg
19. "Operator" (William Spivery)
20. "En enda morgon" ("Angel of the Morning") (Chip Taylor/Mats Rådberg)

### Fotnoter
1. ↑  ”20 bästa / Andreasson, Elisabeth”. Svensk mediedatabas. Kungliga biblioteket. https://smdb.kb.se/catalog/id/001429286. Läst 16 juni 2017.